# Divisione Italia
Divisione Italia fu una formazione dell'esercito popolare di liberazione della Jugoslavia costituita nella seconda guerra mondiale dopo l'8 settembre 1943 nell'allora Jugoslavia da militari italiani sbandati dopo l'armistizio, che operò sotto il comando di Josip Broz Tito fino al termine delle ostilità; poi venne rimpatriata in Italia e disciolta.

## Storia
La divisione si formò dopo l'8 settembre per iniziativa dell'ufficiale italiano Giuseppe Maras, che organizzò gli sbandati italiani riusciti a sfuggire ai rastrellamenti tedeschi. Per poter operare e superare le ovvie diffidenze del comando jugoslavo titoista, a ogni reparto venne affiancato un commissario politico jugoslavo. 
I militari furono divisi in quattro brigate, i cui nomi riflettevano le tendenze politiche dei militi in esse inquadrati; quindi la Brigata italiana partigiana "Garibaldi" raccolse i partigiani d'ideologia comunista (unitamente a diversi socialisti, nonché qualche democristiano e qualche azionista), la Matteotti quelli d'ideologia socialista, mentre le altre due accolsero repubblicani, realisti, liberali e anarchici.
La divisione operò con l'apprezzamento degli jugoslavi contro i tedeschi fino alla fine delle ostilità, dopo di che venne disarmata e concentrata in Istria in un campo vicino alla linea di demarcazione tra territorio occupato dagli jugoslavi e territorio alleato (il costituendo AMG-FTT), a causa della crescente tensione dovuta alla contesa su Trieste.
Infine la divisione venne rimpatriata con tutti gli onori e disciolta in Italia. Fra i partigiani decorati vi fu Enrico Bertani, comandante di plotone del Battaglione "Garibaldi", caduto il 12 aprile 1945 a Serengrad: fu insignito della Medaglia d’oro al valor militare alla memoria, ed ebbe una decorazione al valore anche dal governo jugoslavo.

## Brigate
Hanno composto la Divisione i seguenti battaglioni:
- Matteotti
- Garibaldi (da non confondersi con la Divisione Garibaldi che era in Montenegro)
- Mameli
- fratelli Bandiera